# Kasumi Ninja
Kasumi Ninja — это файтинг 1994 года, разработанный Hand Made Software и опубликованный корпорацией Atari Corporation для Atari Jaguar. Это один из немногих файтингов, выпущенных для системы Jaguar (другие игры — Ultra Vortek, Primal Rage и Fight for Life), которые безуспешно пытались извлечь выгоду из тенденции экстремальных боевых игр, начатых Mortal Kombat от Midway.

## Игровой процесс
Kasumi Ninja имеет трёхмерное поле боя, использующее технологию прокрутки параллакса. В системе управления игровыми функциями предусмотрены кнопки удар, пинок и специальные кнопки перемещения. В режиме «двух игроков против» требуется использования кода для игроков, чтобы выбрать один и тот же символ.
Игра получила возрастное ограничение Mature 17+ от ESRB за графическое насилие и кровь. Kasumi Ninja была одной из первых видеоигр, позволяющих родителям подвергнуть цензуре уровень насилия, разрешённый в игре, используя шестизначный пароль. Когда родительская блокировка включена, необходим код, чтобы выбрать уровень крови. Возможные уровни крови: Нет (нет крови), Бой (небольшое количество крови, но не от мечей), Волнующий (больше крови, чем Бой, и кровь капает с мечей) и Кровавый фестиваль (единственный режим со смертельными ходами, в основном крови, и его нужно разблокировать с помощью кода блокировки родительского контроля).

## Сюжет
В одиночном режиме игрок изначально может выбирать только двух персонажей — Хабаки и Сензо. Другие персонажи станут разблокированными после победы над ними. Игра названа в честь окружения, мистического острова под названием остров Касуми. Цель игры состояла в том, чтобы убить босса игры, Гьяку, в его истинной, демонической, форме. Только убивая Демона Гьяку, игрок может достичь наилучшего финала.

## Персонажи
- Хабаки и Сензо: Хабаки — старший сын (на десять минут) из семейства Кири-га-куре. В раннем возрасте братья-близнецы остались на попечении монахов Храма Дракона. Оба брата были одинаково способны в искусстве, как духовно, так и физически. Старейшины, заметив великое мастерство близнецов, дали им шанс развивать своё искусство под началом одного из Старших. Хабаки был выбран Кайохом, а Сензо выбран Хиеи. Были также слухи о том, что Гьяку взял ученика, но никто никогда не видел его ученика. Во время турниров, проводимых в Храме Дракона, близнецы всегда вызывают особый интерес из-за их ожесточённой конкуренции. Финальный матч всегда сводится к двум братьям, и каждый из них выиграл равное количество чемпионатов за эти годы. Копии друг друга, их единственное различие — их соответствующий ход смерти.
- Чаги Нельсон, пятикратный чемпион мира по кикбоксингу, никогда не проигрывал в профессиональном бою. Даже в шестнадцать лет, Чаги нокаутировал своего первого соперника в первом раунде. Чаги обучался во всем мире, смешивая различные боевые искусства, чтобы разработать свой стиль. Громкий и неприятный, у Чаги есть способность поддержать его большой рот с ослепительным отображением скорости и мастерства. Чаги в настоящее время владеет сетью успешных кикбоксинг-школ и магазинов. Он также был замечен во многих популярных боевиках, таких как: Under-seize; Научно-фантастический танцевальный триллер «Ламбаданатор»; И самый известный из его фильмов, Кикбоксинг Кидд серии I—XII. Его можно также увидеть в настоящее время на телевизоре Trudger: Lodi Private Eye. Имя Чаги — это ссылка на Нери Чаги, тхэквондо. Один из его ходов смерти был проголосован за № 9 в «GamesMaster Gore Special — Top 10 Death Moves», где он хватал и ударил своего противника коленом, а затем пробивал дыру через тело своего противника.
- Пакава является главой племени боевого команча, Ту-Ви-Ка. В течение многих лет команчи жили в гармонии с природой. Когда колонисты поселились, команчи приветствовали их с открытыми сердцами. Со временем колонисты стали жадными и начали насильно отбирать землю у команчей, не уважая жизни команчей. Пакава решил обучать группу элитных воинов и назвал их Ту-Ви-Ка. Ту-Ви-Ка были эквивалентом «зелёных беретов» своего времени, и именно они были отправлены первыми, чтобы украдкой убить оппозицию и заблокировать ключевые позиции, после чего остальная часть племени нападёт. Пакава был во многих сражениях, и он гордится многими скальпами, которые он собрал. Пакава применяет скальпы своих противников в смертельном движении
- Тундра — королева потерянного племени воинов Амазонки. Эти воины приняли торжественную клятву защищать тропические леса от современных промышленников, которые хотят уничтожить её ради собственной выгоды. Это делается путём хирургического саботажа жизненно необходимого оборудования и убийства высокопоставленных должностных лиц компании. Тундра — их величайшая воительницы, и, как результат, она была назначена королевой. Она обучила своих воинов боевому искусству, передаваемому поколениями. Это искусство было взято непосредственно из сил природы, и те, кто овладел этим искусством, могут направить свою внутреннюю силу на подражание ярости природы.
- Аларик самый безжалостный из самых страшных и свирепых воинов истории, готов. Готы были кочевым племенем из Северной Европы, которые путешествовали по континенту в поисках сражений, чтобы грабить и убивать, это их две величайшие радости! Он был не только знаменитым бойцом, но и умелым тактиком, который снова и снова приводил своё племя к победе. Одним из его величайших достижений было его изобретательное использование пороха многими опасными и уникальными способами. Аларик свободно основан на реальном варварском короле, также названном Алариком, который однажды ограбил Рим. В бета-версии Аларик был назван Eksel, и его наряд был другого цвета. Это можно увидеть в выпуске GameFan во время запуска игры.
- Данжа Уреда: днём она является помощницей DA, сражающейся в суде, чтобы запереть преступников и обеспечить безопасность улиц. Ночью она — бдительность. Данжа выросла не на той стороне треков, но она училась в школе и стала исключительным учеником. В результате её преследовали её одноклассники, и ей пришлось быстро изучить законы улицы, чтобы выжить. Когда Данжа окончила среднюю школу, ей быстро предложили несколько стипендий за её академические и спортивные способности. Она упорно трудилась в колледже и изучала самооборону и экзотическое оружие, чтобы повысить свои навыки борьбы на улице. Она заработала прямые A и была принята в юридическую школу Гарварда, где специализировалась в области уголовного права. Выйдя на вершину своего класса, ей предложили много престижных должностей, но вместо этого она решила устроиться на работу с окружным прокурором в центре города. Вскоре она поняла, насколько коррумпирована система правосудия на самом деле, и решила использовать свои уличные боевые навыки, чтобы взять закон в свои руки. Данжа смешала боевые искусства, которые она изучала в колледже, с её тактикой уличного боя и её личным предпочтением в отношении оружия — боласа. Эти боласы были изменены, чтобы управлять её жестокой маркой правосудия. Данжи было описана игровыми обозревателями как «проститутка в костюме», и отметили её ничтожную атаку, несмотря на то, что была «уличной бдительной».
- Ангус Макгрегор — кузнец своей деревни Лох Катрин, как и его отец, и отец его отца до него. Постоянный стук горячего железа заставил Ангуса быть крепким человеком. Легенда о силе Ангуса быстро распространилась на другие кланы Шотландии, и в результате ему постоянно бросали вызов испытанием силы. Эти тесты включали борьбу, бокс, поднятие тяжестей и бросок каббера. Ангус всегда выигрывал с лёгкостью, и вскоре стал одержим боями. Любой посетивший паб Ангуса сталкивался с серьёзным недостатком мебели и персонала. У Ангуса вскоре закончились те, кто мог бросить ему вызов, что вызвало у него много гнева. Теперь Ангус посвятил свою жизнь поиску достойного противника, который мог бы дать ему бой в его жизни. Один из его ходов смерти был признан № 1 в «GamesMaster Gore Special — Top 10 Death Moves», где он быстро ударил голову оппонента, обезглавил его ударом и отправил голову за кадр, когда она в воздухе. Ангус наиболее известен особым ходом, в котором он стреляет огненным шаром, необъяснимо появляющимся из-под его килта. Показывая его среди самых причудливых персонажей боевиков в 2008 году, GameDaily пишет, что «нигде больше вы не найдёте шотландца, который запускает огненные шары из-под своего килта».[2]
- Лорд Гьяку является последним боссом Касуми-ниндзя. Один из старших ниндзя, Гьяку сошёл с ума и убил всех других старейшин на острове Касуми и объявил себя лордом острова Касуми. Говорят, что Гьяку одерживают духи из мира демонов. Храмом Облака Дракона также в его распоряжении, Гьяку планирует его свержение с Острова. Говорят, что в Храма Дракона есть портал в Мир Демона, и с такой удивительной силой Гьяку планирует управлять не только Касуми, но и всем миром. Если игрок не использует ход смерти на лорде Гьяку во время финальной битвы в одиночном режиме, лорд Гьяку превратится в «Демона Гьяку», более сильную версию лорда Гьяку, напоминающую Демоническое человекоподобную ящерицу из красного обрыва. Победив «Демона Гьяку» игрок будет награждён лучшей концовкой. Также возможно играть за Гьяку с секретным кодом, после чего он заменяет Сензо и Хабаки в режиме Против.

## Критика
| Сводный рейтинг           | Сводный рейтинг     |
| Агрегатор                 | Оценка              |
| ------------------------- | ------------------- |
| GameRankings              | 10 %                |
| Иноязычные издания        |                     |
| Издание                   | Оценка              |
| Next Generation           | [ 4 ]               |
| AllGame                   | [ 5 ]               |
| Atari Gaming Headquarters | 2/10                |
| Atari Inside              | 82 %                |
| Computer and Video Games  | 51 / 100            |
| Consoles +                | 73 %                |
| Excalibur                 | 72 %                |
| Game Players              | 40 %                |
| GamePro                   | 13 / 20             |
| Games World               | 24 / 100            |
| Jaguar                    | 65 %                |
| Joypad                    | 65 %                |
| MAN!AC                    | 39 %                |
| Mega Fun                  | 48 %                |
| Play Time                 | 48 %                |
| ST-Computer               | 80 %                |
| ST Magazine               | 74 / 100            |
| Super GamePower           | 3,5 / 5,0 3,8 / 5,0 |
| Última Generación         | 25 / 100            |
| Ultimate Future Games     | 38 %                |
| Video Games               | 69 %                |
| VideoGames                | 4 / 10              |

Игра была повсеместно подвергнута критике со стороны игровых изданий. Её критиковали за то, что она была вопиющим грабежом Mortal Kombat (включая геймплей, оцифрованную графику и графическое насилие) с плохим управлением. GamePro прокомментировала, что графика технически впечатляет, но часто неприятно смотреть на неё из-за эстетического выбора, такого как палитра сменяемых персонажей, массивные капли крови и килт-лифтинговое движение Ангуса. Они также критиковали элементы управления, музыку и голос диктора, и пришли к выводу, что «Касуми — 64-битный воин, которому суждено остаться в тени более глубоких 16-разрядных файтингов». Next Generation дал ей одну звезду из пяти, назвав его «трагическим примером, когда хорошие идеи плохо выполняются» и цитируя «отрывистую анимацию», «вялый контроль» и «непонятную механику игрового процесса, которые препятствуют крупным боям».
В ретроспективном обзоре Allgame похвалил визуальные эффекты игры, но критиковал контроллер и заключил, что игра является не более чем «ужасным вложением денег» в клон Mortal Kombat, который «должен быть проигнорирован всеми, кроме самого преданного 64-битного Atari Jaguar фаната». GamePro подытожил, что «Kasumi Ninja была страшной и ужасной игрой для Jaguar — плохим контроллером, плохим управлением, ужасным набором меню, забывчивыми персонажами и совершенно не оригинальной предпосылкой — к счастью, история забыла».
В 2009 году Топлес Робот оценил файтинг как четвёртый грабёж Mortal Kombat. В 2011 году UGO.com включил его в свой список из 102 худших игр всех времён. В том же году Complex назвал его «одной из худших игр Jaguar, когда-либо выпущенных в море ужасных игр Jaguar». В 2012 году Complex также оценил его как четвёртый худший файтинг всех времён, добавив: «Было трудно выбрать среди Ultra Vortek, Fight for Life и Kasumi Ninja за худшую боевую игру Jaguar, но мы собираемся пойти с последней, упомянутой, потому что она, наверное, самая известная, а также худшая».